# Erchie
Erchie est une commune italienne de la province de Brindisi, dans la région des Pouilles.

## Administration
| Période                                  | Période  | Identité           | Étiquette           | Qualité |
| ---------------------------------------- | -------- | ------------------ | ------------------- | ------- |
| 28 mai 2002                              | En cours | Lino Massimo Prima | Maison des libertés |         |
| Les données manquantes sont à compléter. |          |                    |                     |         |

### Communes limitrophes
Avetrana, Manduria, Oria, San Pancrazio Salentino, Torre Santa Susanna.